# Эльбрусский
Эльбру́сский — посёлок городского типа в Карачаево-Черкесской Республике. 
Входит в состав муниципального образования «Карачаевский городской округ».

## География

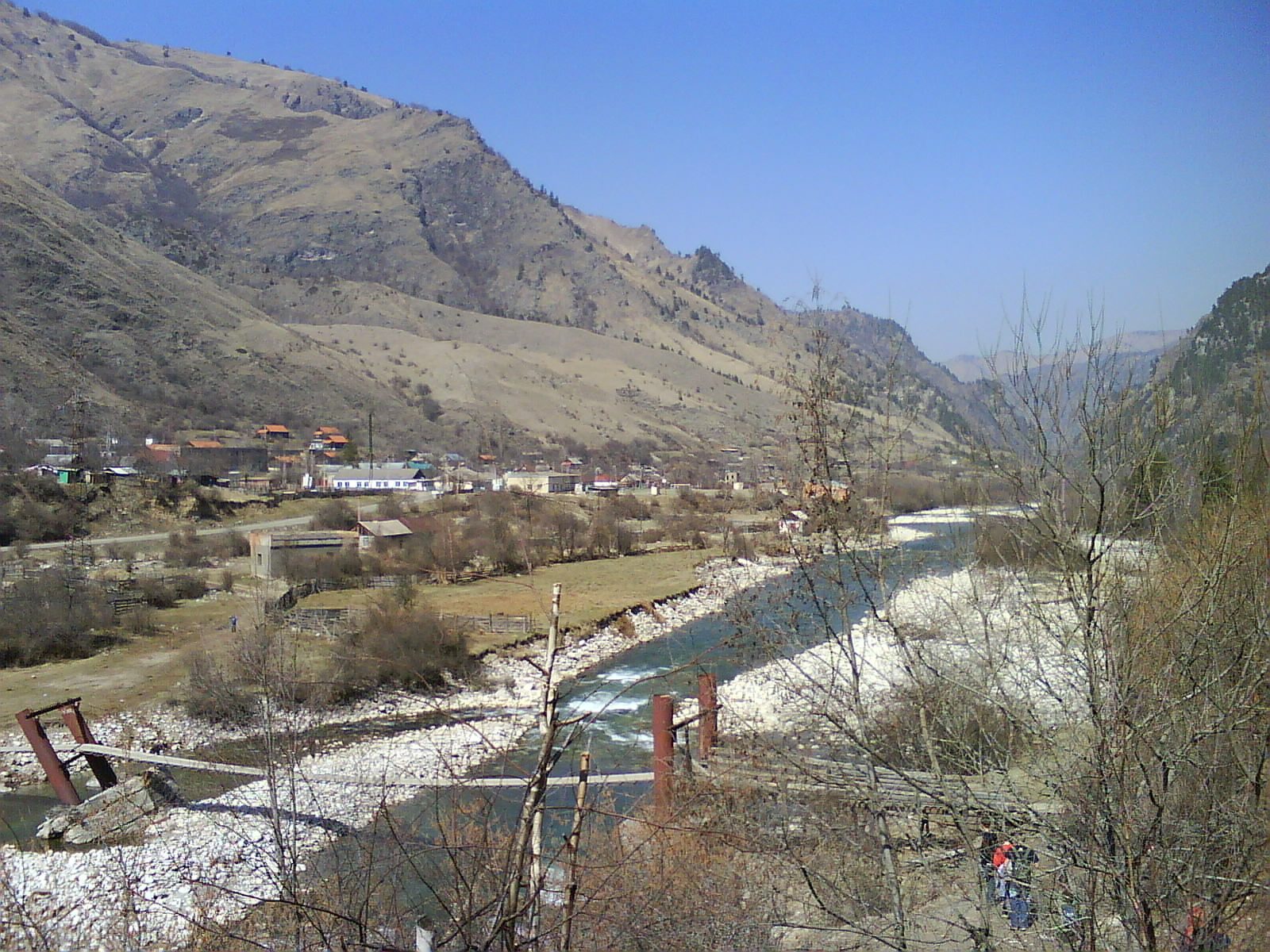
Эльбрусский

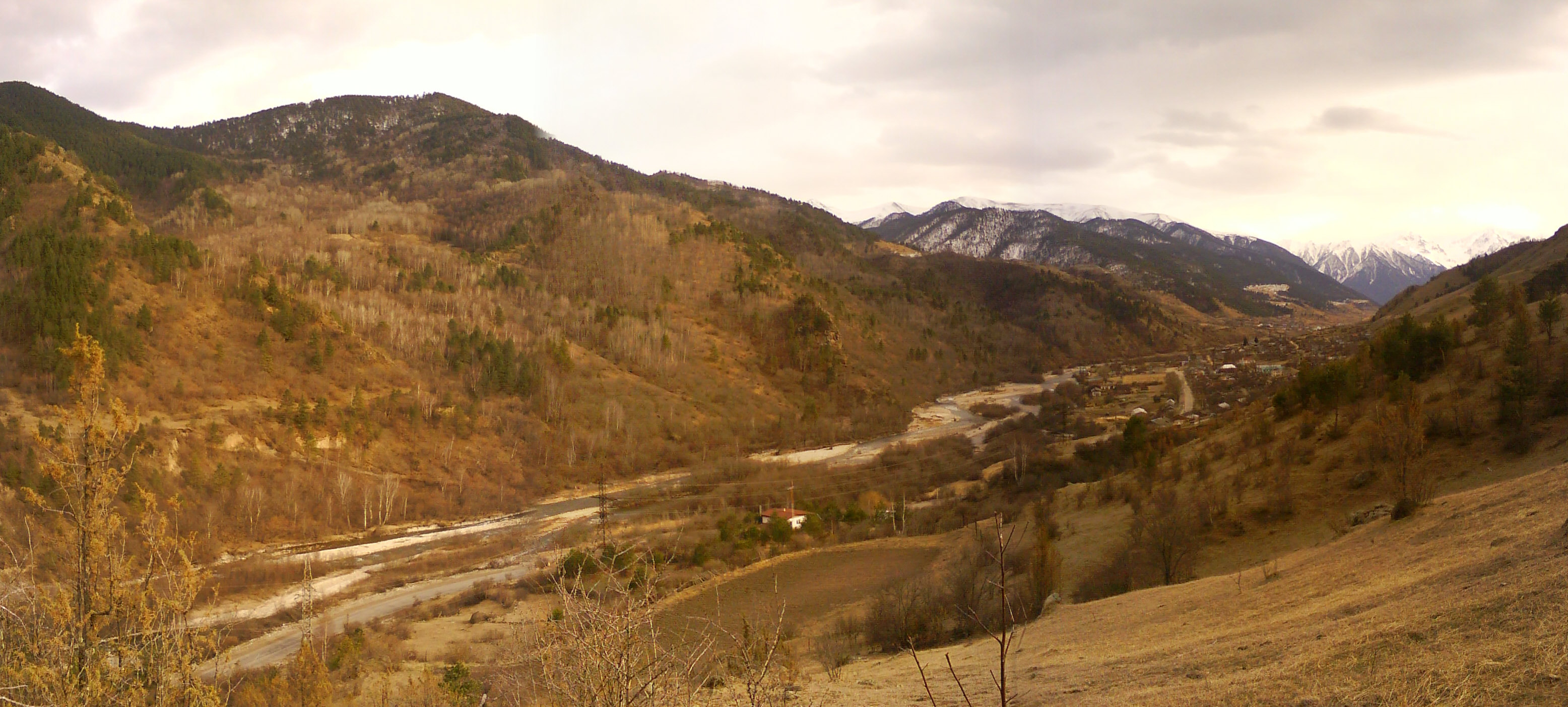
Панорама посёлка и окрестностей

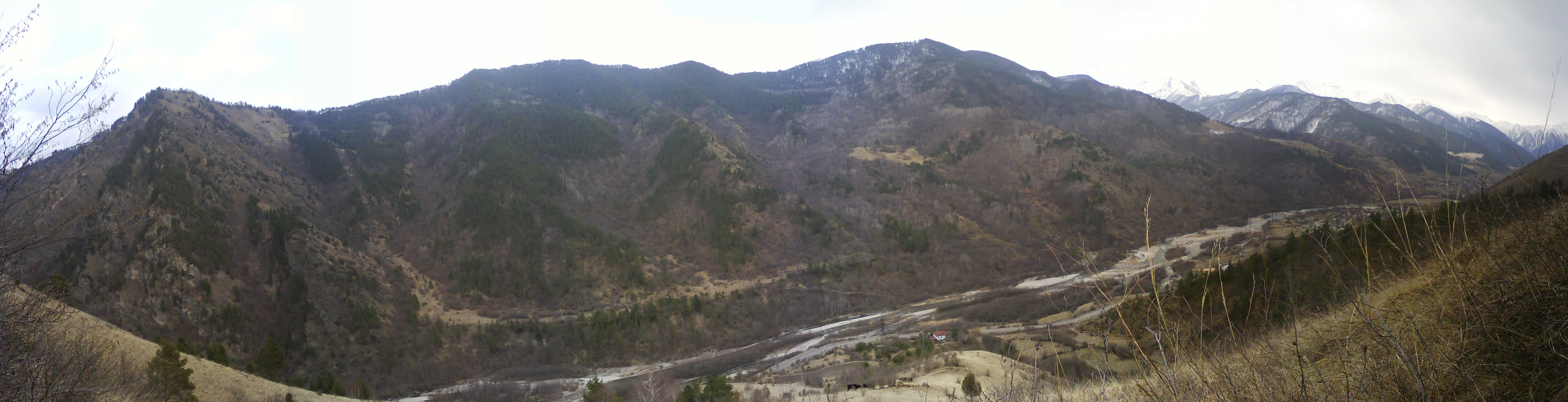
Панорама ущелья Кубани

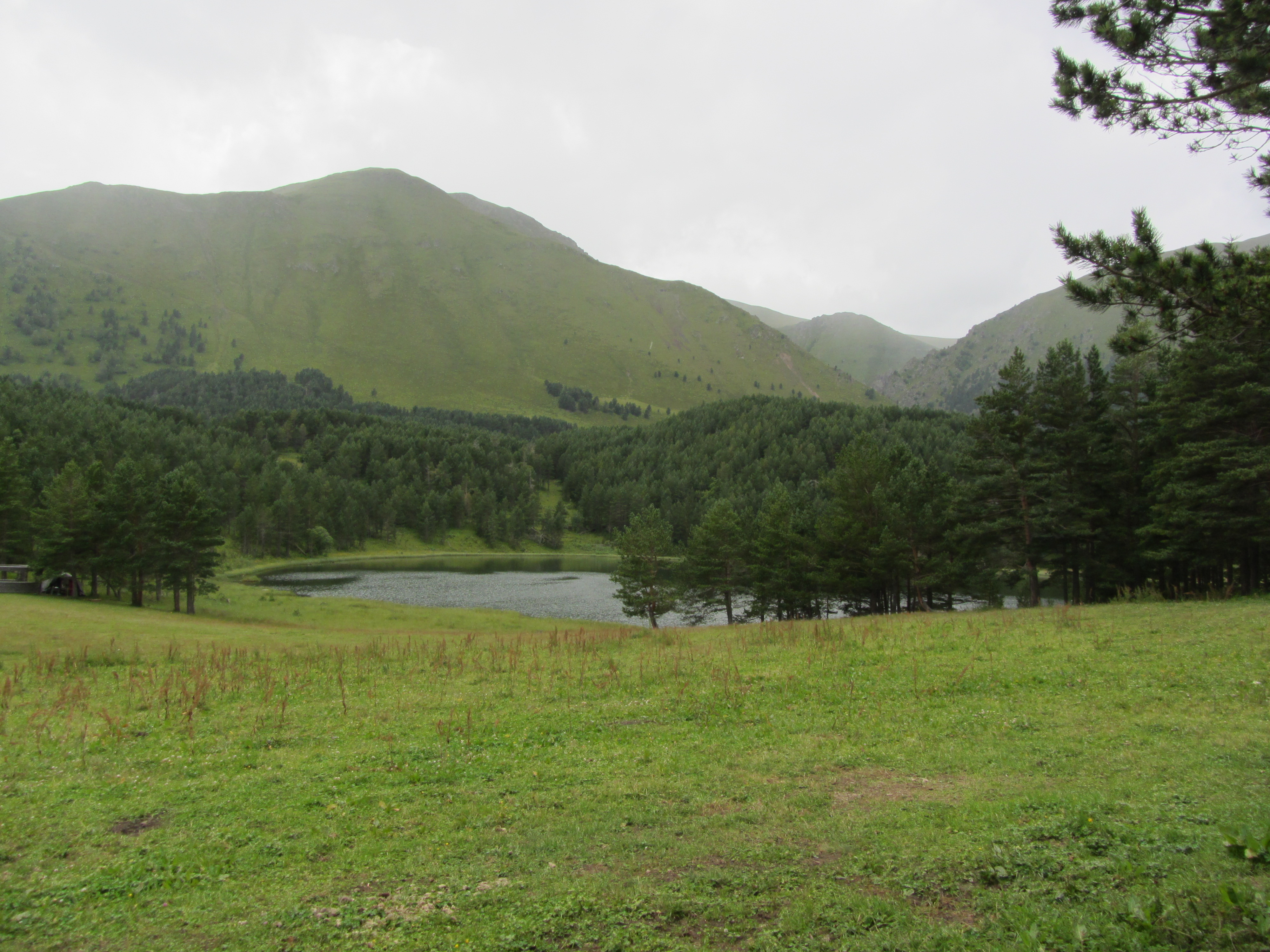
Озеро Хурла-Кель

Панорама озера Хурла-Кель

Расположен в горной зоне, в 35 км (по дороге) к юго-востоку от Карачаевска, по обоим берегам реки Кубань. Основная часть посёлка находится на левом берегу реки.

## История
До возникновения посёлка
Существуют данные, что в окрестностях современного посёлка и на склонах возвышающегося над левым берегом Кубани Даутского хребта (по имени реки Даут, долина которой находится с другой стороны от хребта) издавна осуществлялась выплавка металла: археологами обнаружены древние штольни, плавильные печи, каменные молоты и слитки меди. В частности, в конце XIX века на хребте (между ущельем реки Даут и аулом Карт-Джурт в ущелье Кубани, выше по течению нынешнего посёлка Эльбрусский) было обнаружено 2 места, где ранее располагались плавильные горны. В балке Багыр-кулак (карач.-балк. Багъыр къулакъ — «медная балка») были найдены 3 медные жилы, штольни длиной от 3 до 10 аршин и следы плавки меди.
Основание рудника
Я пишу вам очень мало, —

  Тороплюсь весьма,

Вот вам скучное начало

  Скучного письма!

Тахтаул-чалган не в силах

  Вдохновить певца, —

Здесь толкуют лишь о жилах

  Меди и свинца.

Инженер у нас бедовый —

  Он ещё не стар.

Между тем такой суровый —

  Хуже, чем Каспар.

Боже! Что у нас за печи —

  Дым стоит столбом!

Точно здесь осада Керчи, —

  Выстрелы и гром

Беспрерывной канонады

  В разных «номерах»

Потрясают все громады

  Гор, внушают страх.

Не ведёт Кубань седая

  Песню про любовь,

А шумит, орёт, как злая

  Старая свекровь.

Вот вам общая картина

  Нашего житья, —

Пожалейте ж осетина

  Бедного, друзья!

Сам я много, очень много

  Думаю о вас, —

Напишите ж, ради бога,

  Пару строк хоть раз!

Передайте папе, маме

  Тёплый мой привет!..

Говорить ли об Исламе? —

  Фи! — охоты нет!
Начало промышленного освоения того участка Учкуланского ущелья (по имени находящегося выше по течению Кубани аула Учкулан), где сейчас стоит посёлок Эльбрусский, начинается на рубеже 1880-х и 1890-х годов. Предполагаемые месторождения металлических руд так называемого Кубано-Худесского рудного участка (долины Кубани и её правого притока реки Худес, устье которой находится ниже Эльбрусского по течению) помещались на территории карачаевских аульных обществ. В 1887 году 9 аульных обществ Карачая выделили по 2 уполномоченных, наделённых правом подписать договор аренды земли для последующей геологической разработки месторождений, который летом 1888 года с ними подписал отставной поручик В. В. Томашевский. Для проведения геологоразведочных работ в 1889 году им был приглашён горный инженер, действительный член Императорского Санкт-Петербургского Минералогического общества Анатолий Дмитриевич Кондратьев. Его усилиями как раз и были обнаружены следы древней металлургии в окрестных горах.
Исследования А. Д. Кондратьева в местности Тохтаул-Чалган и в урочище Джалан-Кол (река Джалонкол и гора Джалонкол высотой 2036,2 м на правом берегу Кубани, ниже устья Худеса) выявили 17 жил серебряно-свинцовой руды объёмом 95 тыс. кубических саженей. В 1 кубической сажени содержалось 200 пудов свинца и около 6,5 золотников серебра (то есть, 0,17 %). Итоги исследований Кондратьев опубликовал в 1891—1892 годах в «Горном журнале».
Одновременно с этим были заложены и штольни будущего рудника. В августе 1891 года были проведены подготовительные работы и возведены необходимые хозяйственные постройки. В частности, при руднике был сооружён завод, рассчитанный на выплавку до 2 тыс. пудов металла в год. В 1892 году завод заработал (в первый же день, по некоторым данным, было выплавлено 130 пудов свинца). Правда, осенью 1892 года рудник «Эльбрус» временно прекратил работу. В 1893 году императором Александром III было утверждено образование на базе Эльбрусского рудника акционерного общества «Эльбрус». Весной 1895 года рудник заработал вновь. Продукция рудника, по некоторым данным, экспортировалась во Францию и Великобританию.
В 1891—1892 годах на руднике счетоводом работал осетинский поэт Коста Хетагуров, находившийся в Карачае в ссылке. В этот же период конторщиком рудника был выдающийся просветитель карачаевского народа Ислам Крымшамхалов, в то время проживавший в родительском доме в ауле Карт-Джурт. К концу 1880-х годов, по-видимому, относится знакомство Крымшамхалова с Кондратьевым, с Хетагуровым Крымшамхалов был знаком, вероятно, ещё в период обучения в Ставропольской классической мужской гимназии (Крымшамхалов учился в ней в 1877—1879 годах, Хетагуров — с 1871 по 1881 годы). В период работы на Эльбрусском руднике происходит складывание вокруг Крымшамхалова, Хетагурова и Кондратьева творческого кружка, расцвет которого, по всей видимости, приходится уже на период после переселения Крымшамхалова в 1892 или 1893 году в будущую Теберду, где Кондратьев уже имел дачу. К периоду работы Хетагурова на руднике «Эльбрус» относятся рисунки, запечатлевшие труд шахтёров, а также стихи.
XX век
В начале XX века на руднике была создана профсоюзная организация, усилились симпатии к революционному движению, имели место побеги рабочих с рудника. С рабочими лидерами Эльбрусского рудника, по некоторым сведениям, были связаны Мос Шовгенов, карачаевские революционеры Саид Халилов, Иммолат Хубиев и Наны Токов.
В советский период посёлок при руднике носил имя Поляна, на базе разработанного месторождения была построена обогатительная фабрика, в самом посёлке — больница на 25 мест, семилетняя школа, детский сад (1954 год), клуб, баня. Большинство жилых домов — 1950-х годов постройки. В 1943—1955 годах посёлок входил в состав Грузинской ССР и именовался Магаро. С 1957 года, после возвращения карачаевцев после депортации, носит название Эльбрусский. Статус посёлка городского типа — с 1953 года.
В посёлке долгое время, с 1977 года, располагалась учебная база Московского горного института (ныне — университета), где проходили практику студенты. Практиканты изучали в Эльбрусском маркшейдерское дело и геологию. Для целей учебно-полевой практики функционировала шахта «Студенческая». В 1985 году в посёлке было открыто подготовительное отделение МГИ, абитуриенты жили в Эльбрусском и здесь же сдавали вступительные экзамены. В период существования базы учебных практик сельский клуб был реконструирован в Дом культуры. В 1995 году из-за финансовых трудностей база закрылась. С 1979 года в посёлке функционирует Верхне-Кубанский гидрогеодеформационный полигон ГИНГЕО (Всероссийского НИИ гидрогеологии и инженерной геологии).

## Население
| 1959 | 1970  | 1979 | 1989 | 2002 | 2010 | 2012 |
| ---- | ----- | ---- | ---- | ---- | ---- | ---- |
| 1441 | ↘1002 | ↘386 | ↘328 | ↘242 | ↗320 | ↘316 |
| 2013 | 2014  | 2015 | 2016 | 2017 | 2018 | 2019 |
| ↘288 | ↘286  | ↗288 | ↗290 | ↘289 | ↘286 | ↘277 |
| 2020 | 2021  | 2023 | 2024 | 2025 |      |      |
| ↘270 | ↗291  | ↗295 | ↗297 | ↗301 |      |      |

Национальный состав
По данным Всероссийских переписей населения 2002 года и 2010 года:
| Народ      | Численность (2002), чел. | Доля от всего населения (2002) | Численность (2010), чел. | Доля от всего населения (2010) |
| ---------- | ------------------------ | ------------------------------ | ------------------------ | ------------------------------ |
| карачаевцы | 162                      | 66,9 %                         | 243                      | 75,9 %                         |
| русские    | 65                       | 26,9 %                         | 70                       | 21,9 %                         |
| другие     | 15                       | 6,2 %                          | 7                        | 2,2 %                          |
| всего      | 242                      | 100 %                          | 320                      | 100 %                          |

## Достопримечательности
В окрестностях посёлка Эльбрусский находится ряд природных и культурно-исторических достопримечательностей:
- Верхнехудесские минеральные источники — расположены на расстоянии более 20 км юго-восточнее Эльбрусского, в верховьях притоков реки Худес (главный источник находится на правом берегу реки Тохана), в субальпийском поясе, относятся к категории гидрокарбонатно-сульфатных кальциево-натриевых источников[41].
- Даутский заказник — посёлок Эльбрусский, располагаясь на западном берегу Кубани, фактически находится в границах Даутского государственного природного заказника федерального значения, образованного по биологическому и зоологическому профилю на Боковом хребте и северных склонах Главного Кавказского хребта (восточная граница заказника проходит по Кубани)[42].
- Индышский минеральный источник — расположен в 2 км вверх по течению от места впадения реки Индыш в Кубань (в районе устья, в долине Кубани, проходит автодорога из посёлка Эльбрусский в Карачаевск, ранее в этом месте располагался небольшой посёлок Индыш), фактически представляет собой 2 углекислых источника, хлоридно-гидрокарбонатно-натриевый и йодо-бромный хлоридно-гидрокарбонатный натриевый[43].
- Камень Карчи — национальная святыня карачаевцев, находящаяся на левом берегу Кубани, недалеко от впадения в Кубань её правого притока реки Худес, севернее посёлка, у автодороги между Эльбрусским и Карачаевском.
- Место Хасаукинского сражения 1828 года, ключевого события в присоединении Карачая к Российской империи — северо-восточнее и восточнее Эльбрусского, на перевале Малый Хасуко на правом берегу реки Худес, в долине реки Худес и на горном кряже в междуречье Худеса и Кубани.
- Озеро Хурла-Кель (Хорлакель) — расположено в 8 км к востоку от аула Карт-Джурт и в 9 км к юго-востоку от Эльбрусского, на склонах хребта Эльбаши, спускающихся в сторону ущелья реки Худес, на обширной каровой ступени, окружено субальпийскими лугами[44].

## Галерея

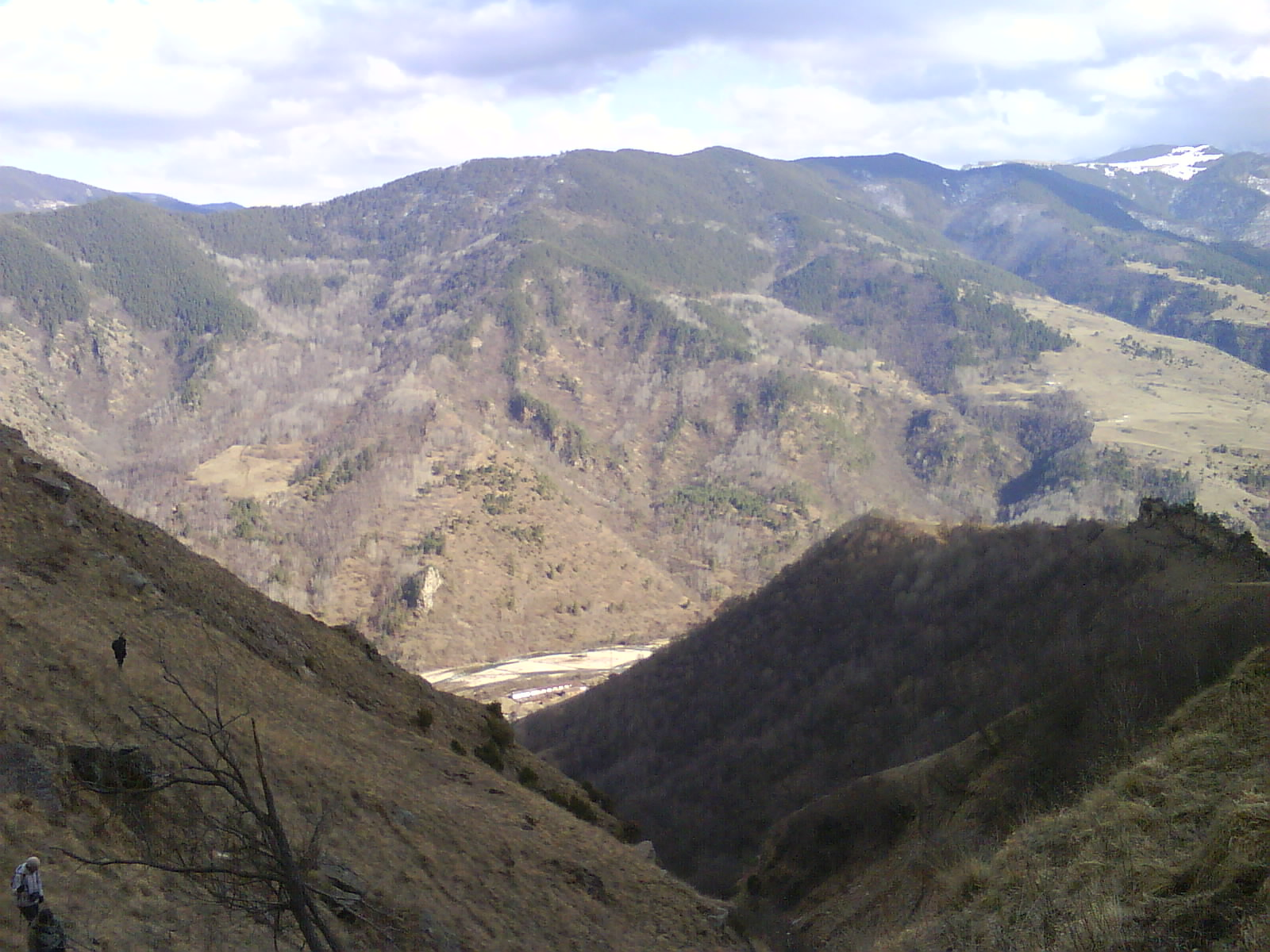
Вид на ущелье Кубани со склонов горы Штымбаши (2103,4 м), к северо-западу от пгт
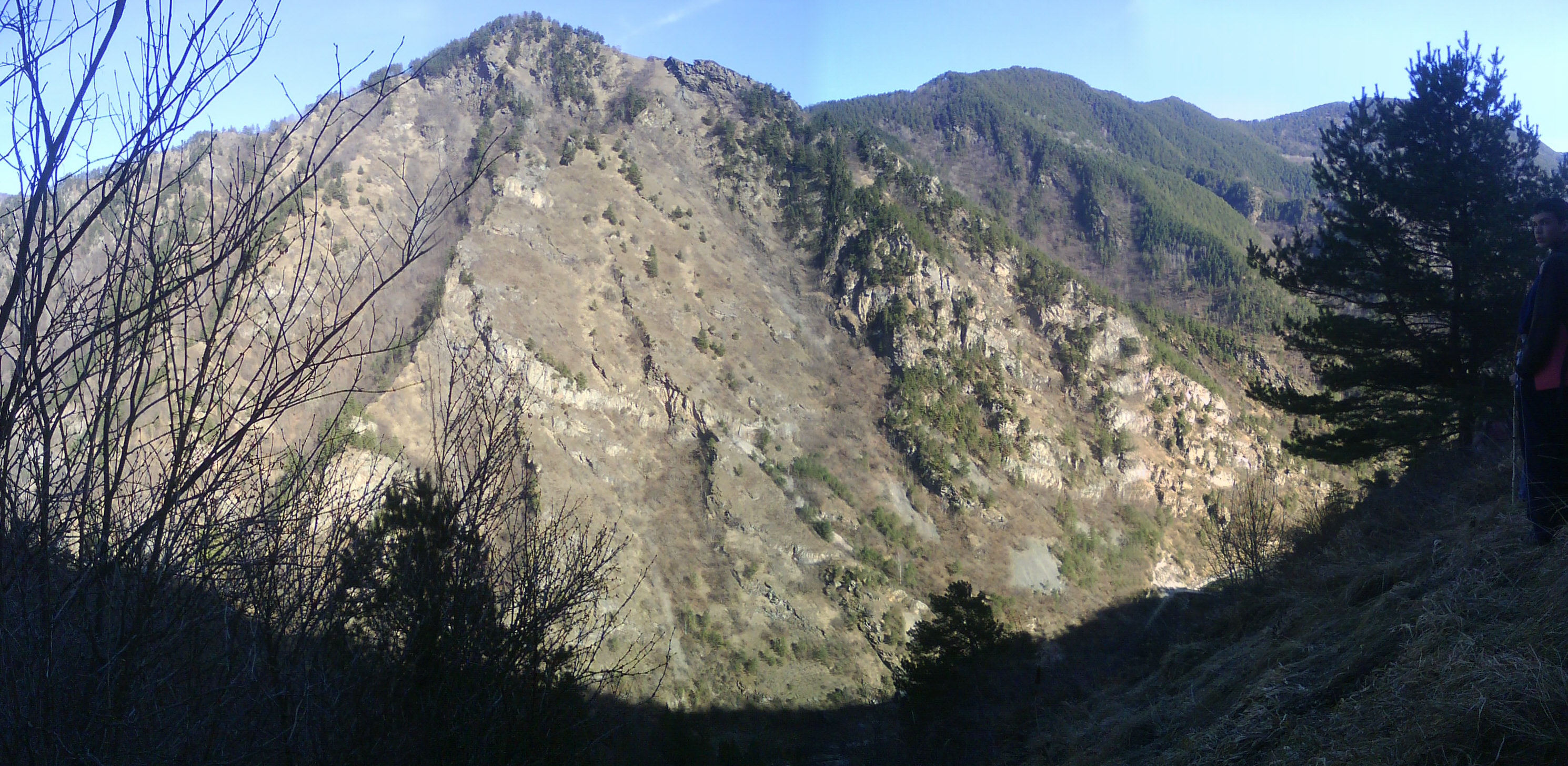
Горы правого берега Кубани
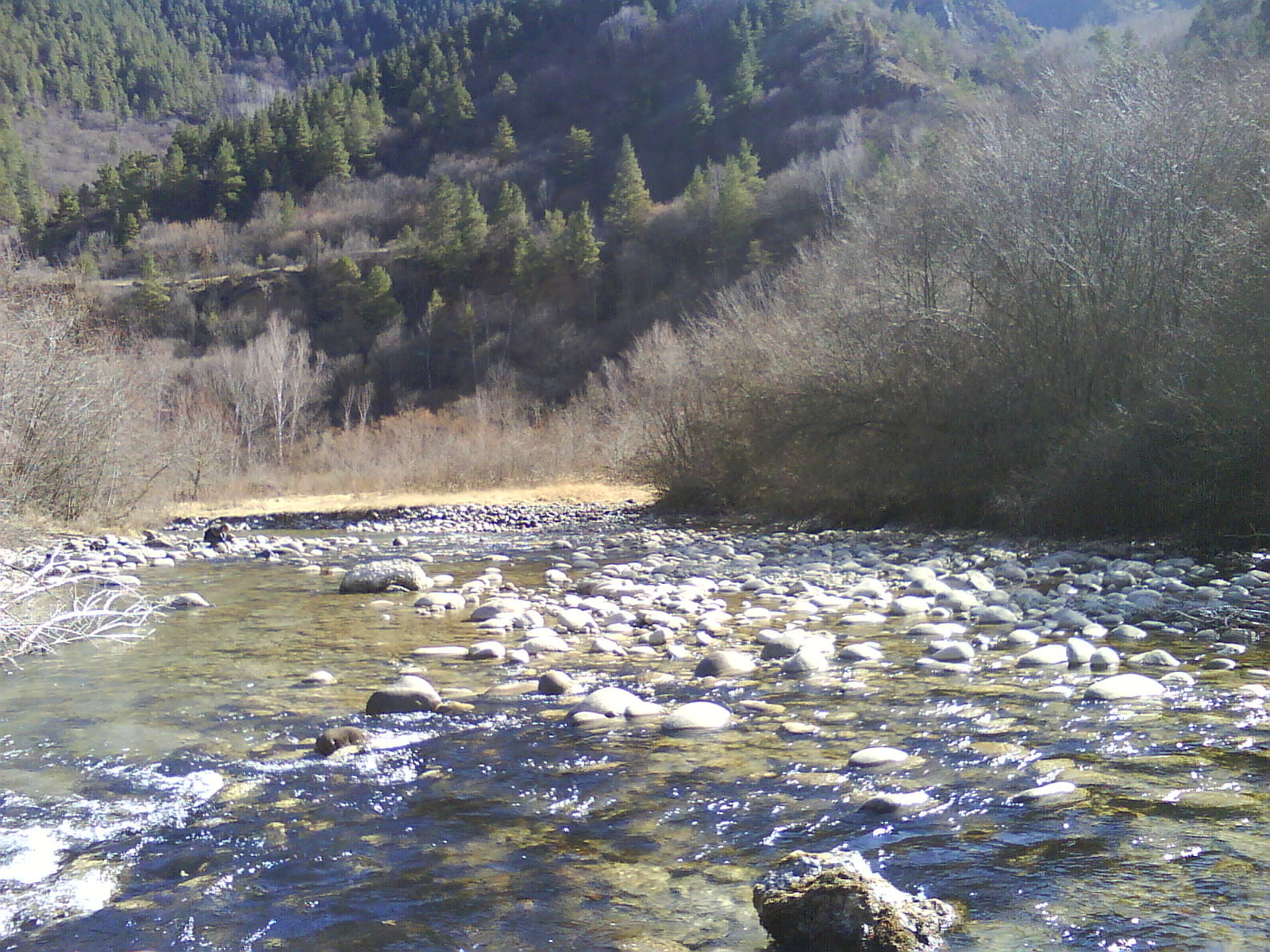
Кубань у посёлка
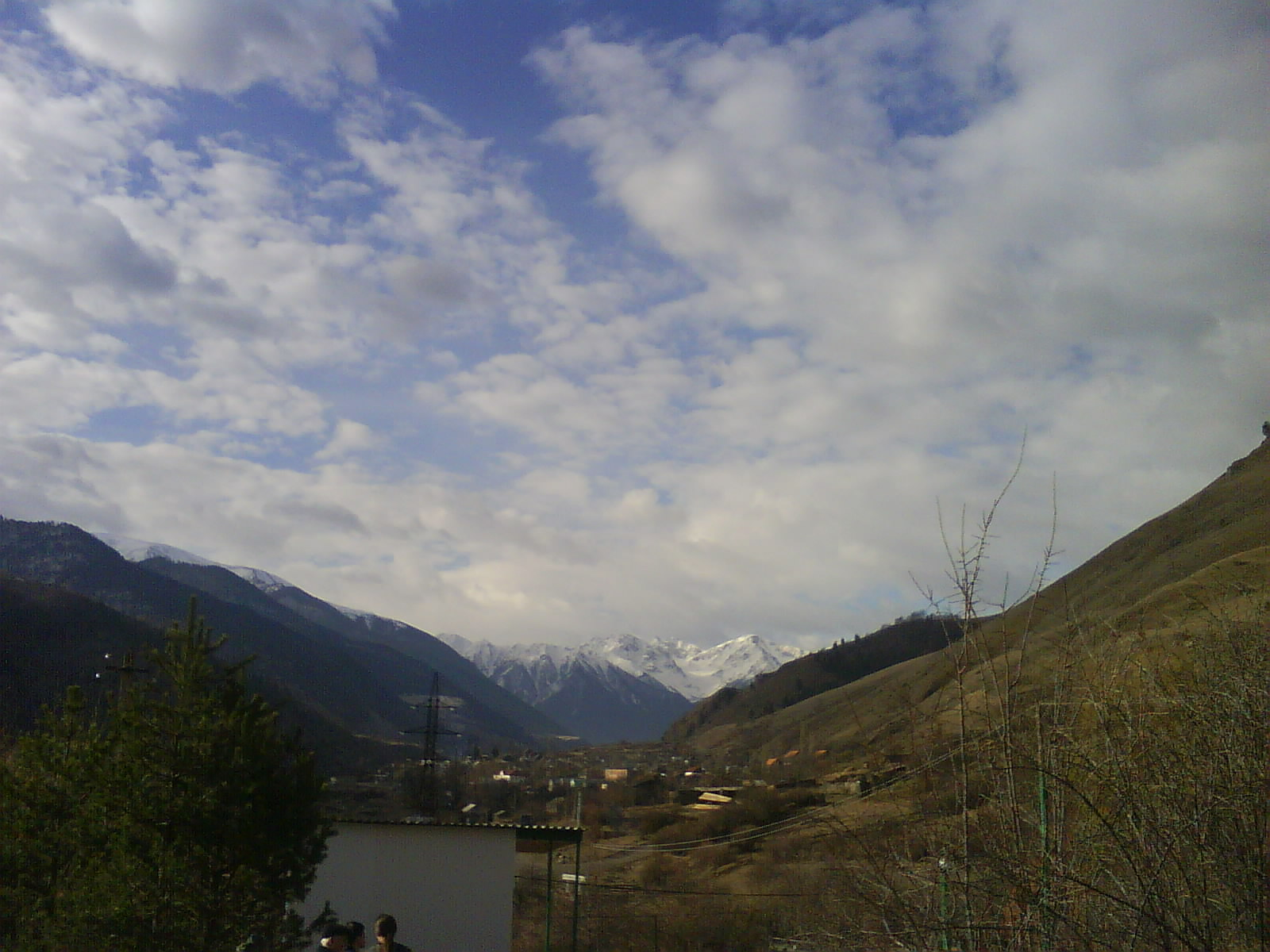
Вид из пгт Эльбрусский вверх по ущелью
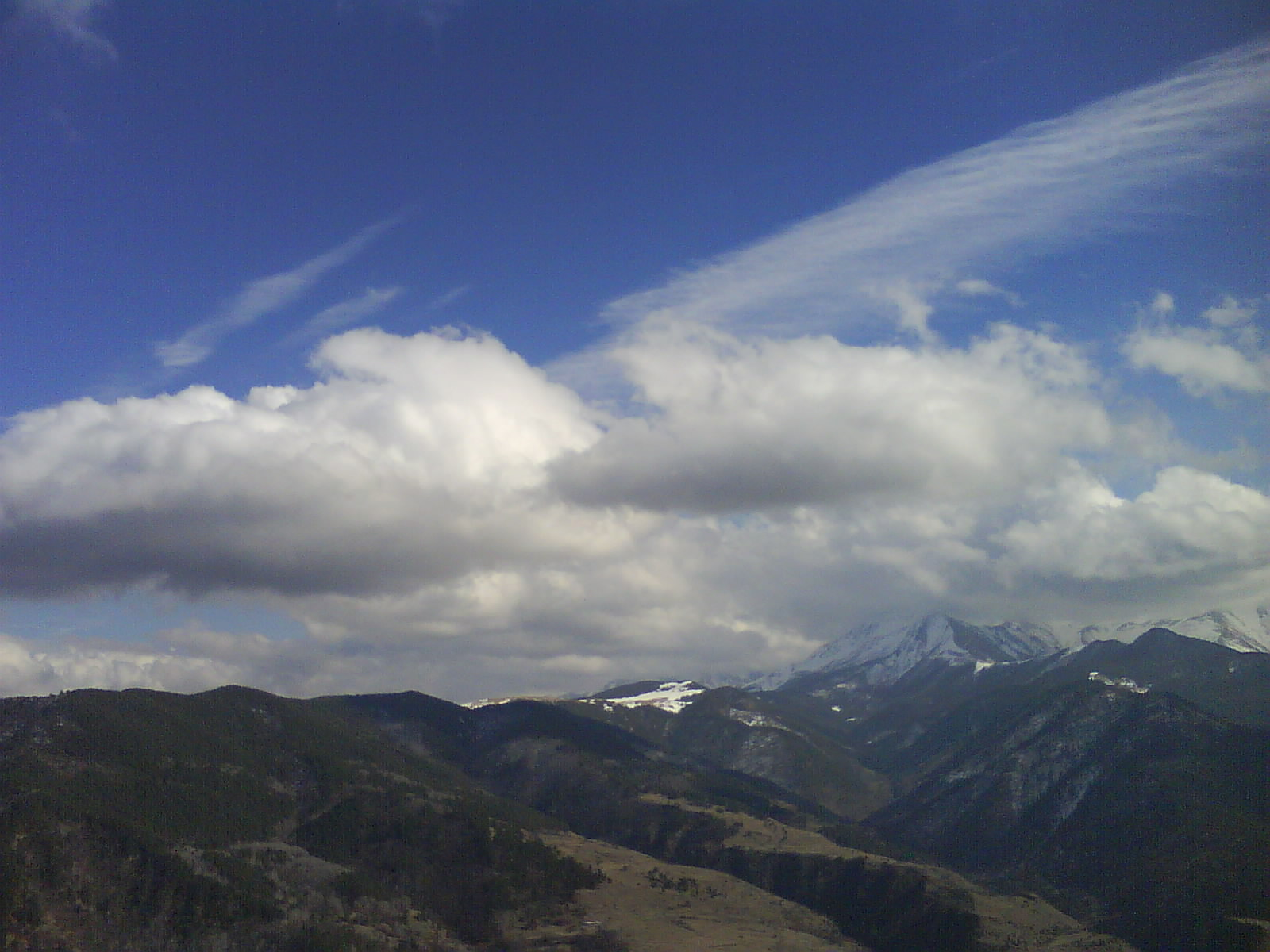
Вид из посёлка на горы над аулом Карт-Джурт
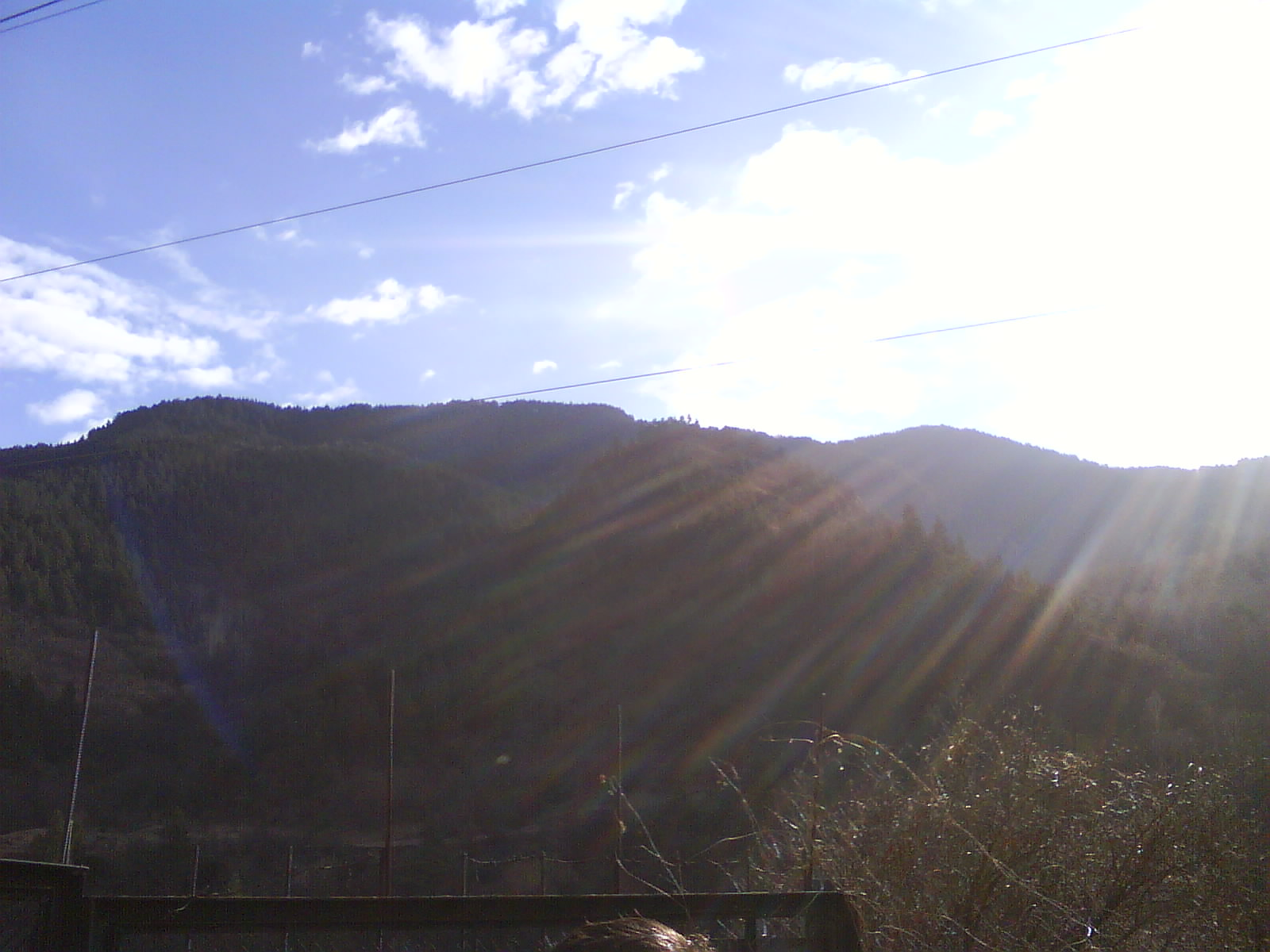
Горы, окружающие Эльбрусский
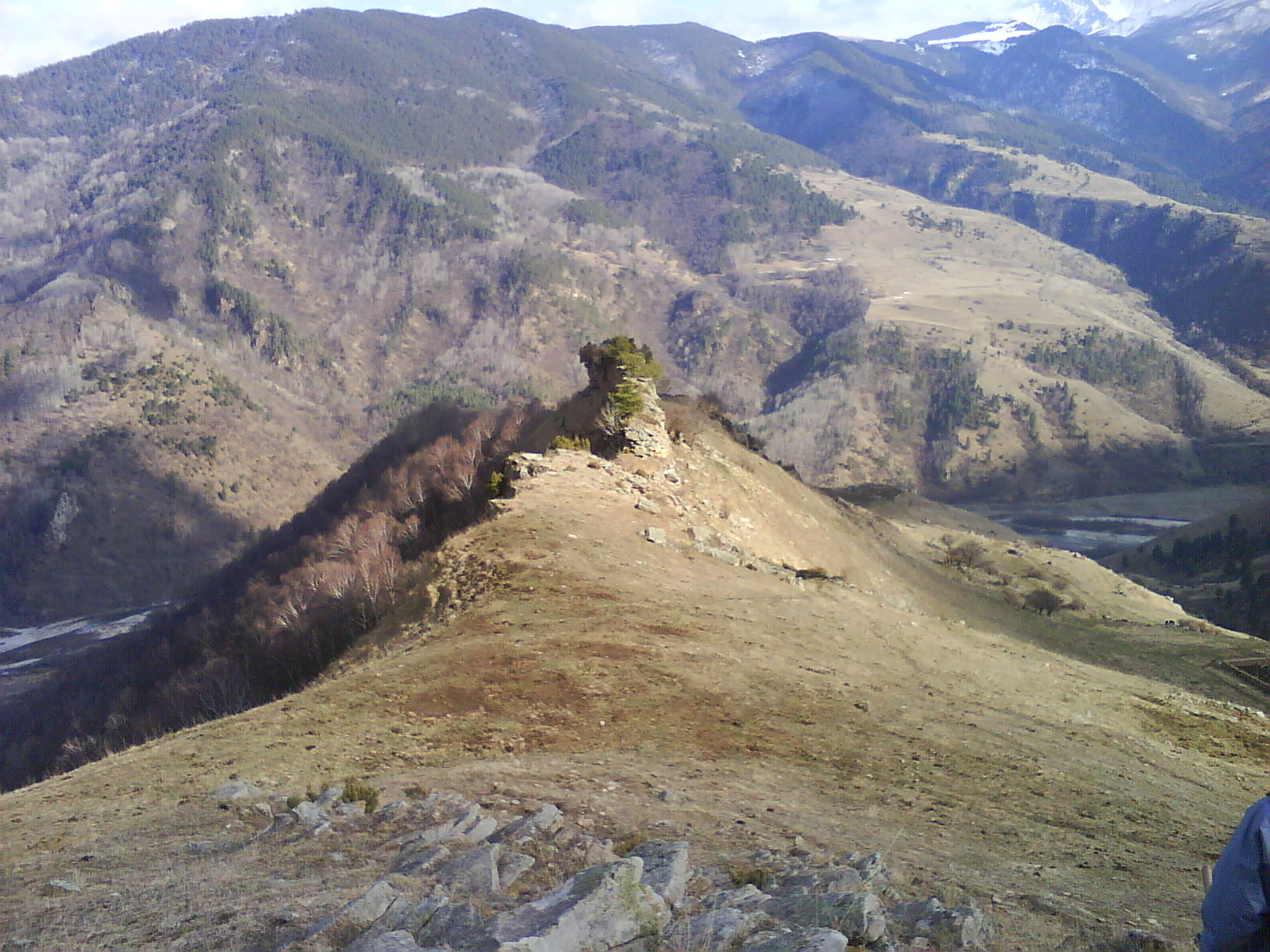
Гора Паровоз над посёлком Эльбрусский
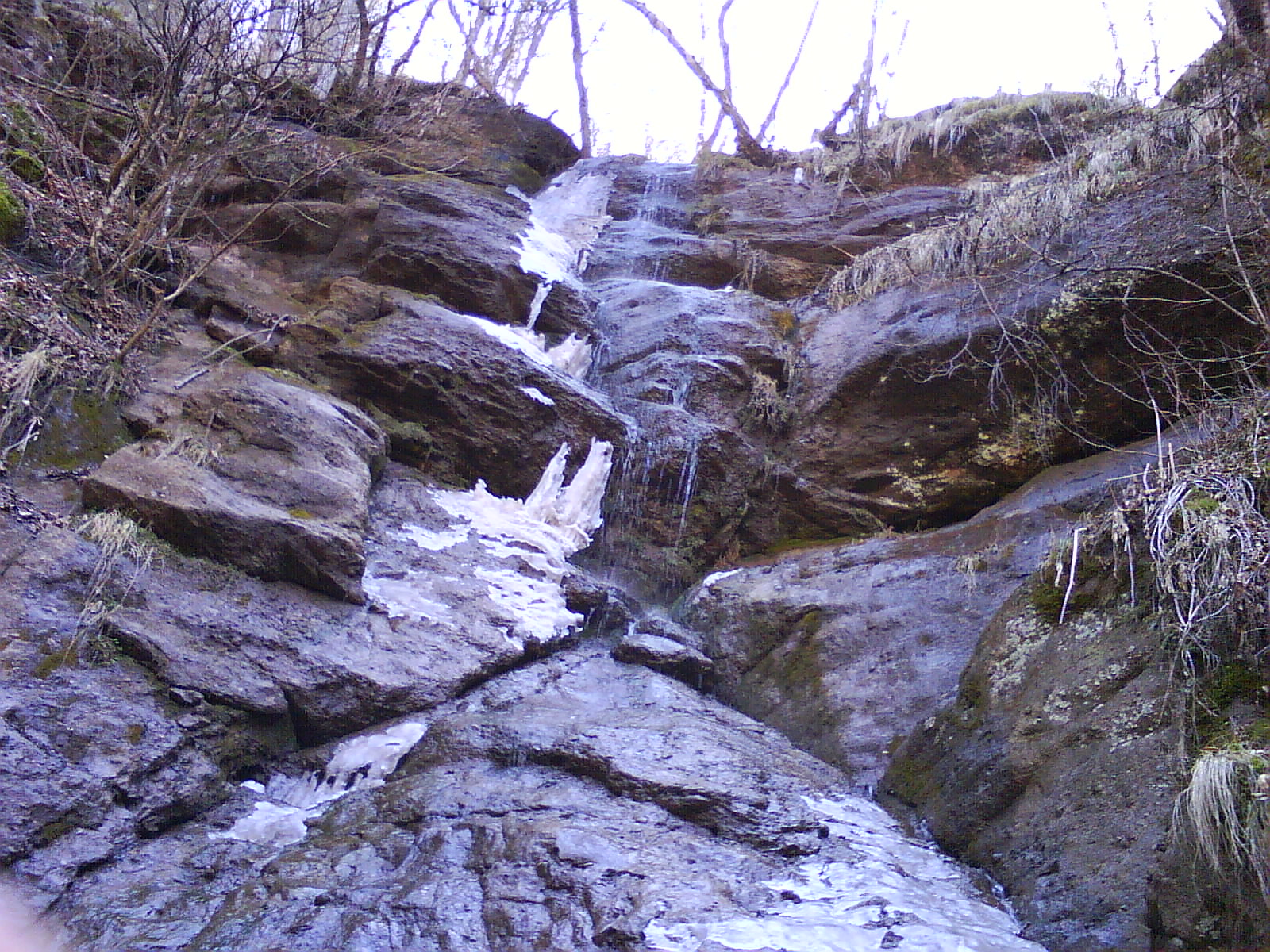
В окрестностях населённого пункта
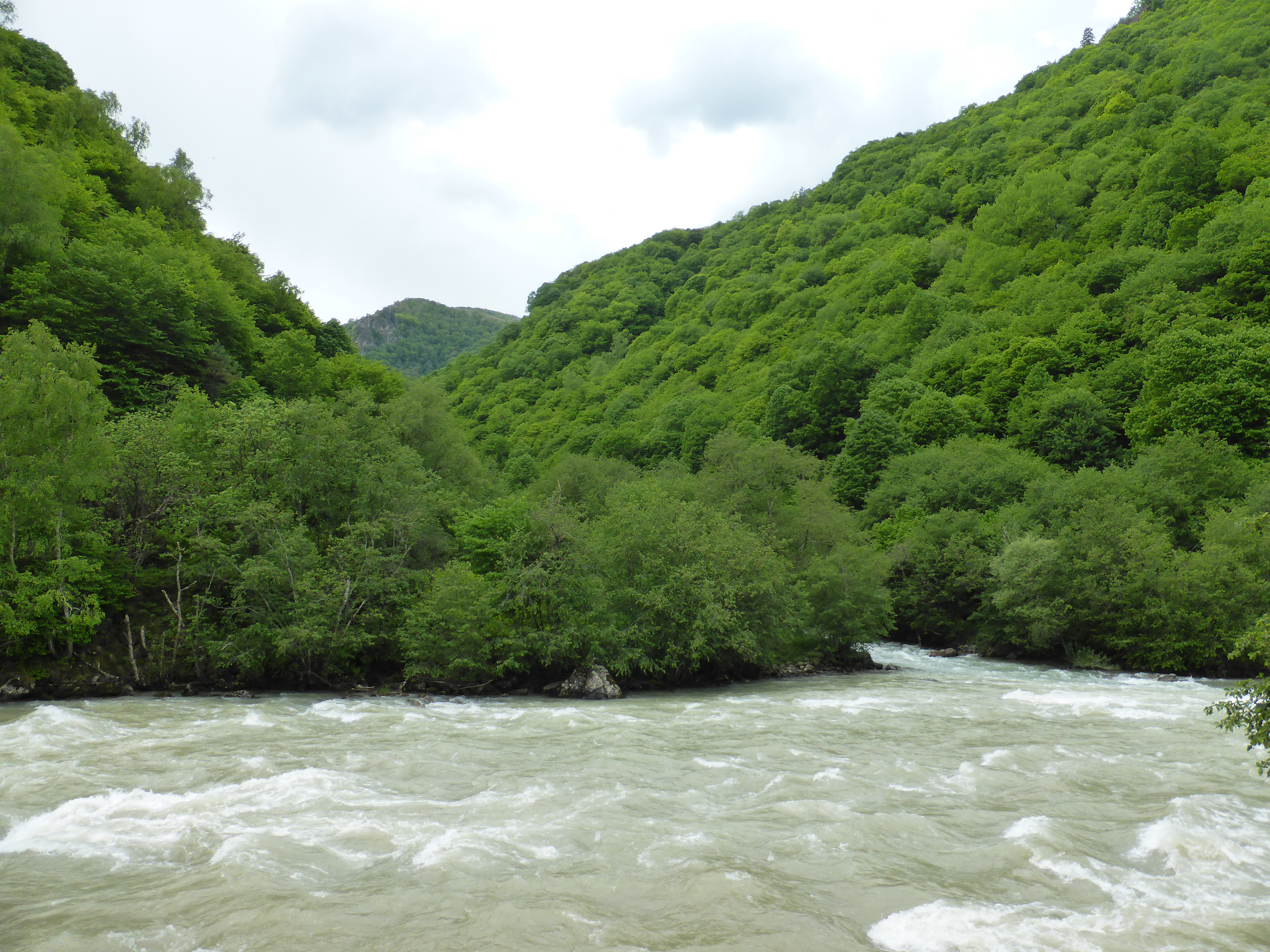
В Даутском заказнике. Устье реки Даут
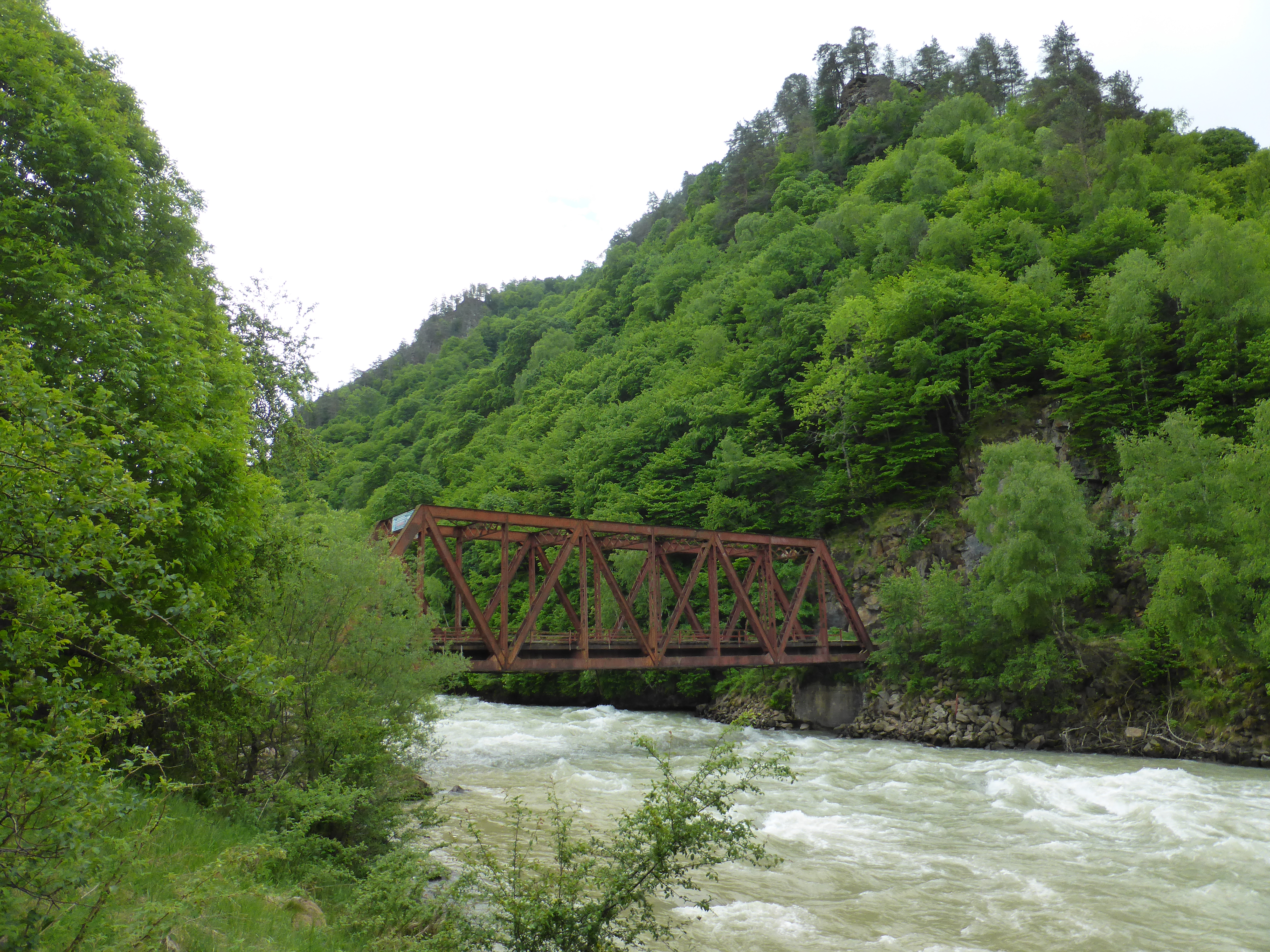
Мост через Кубань в районе устья реки Даут
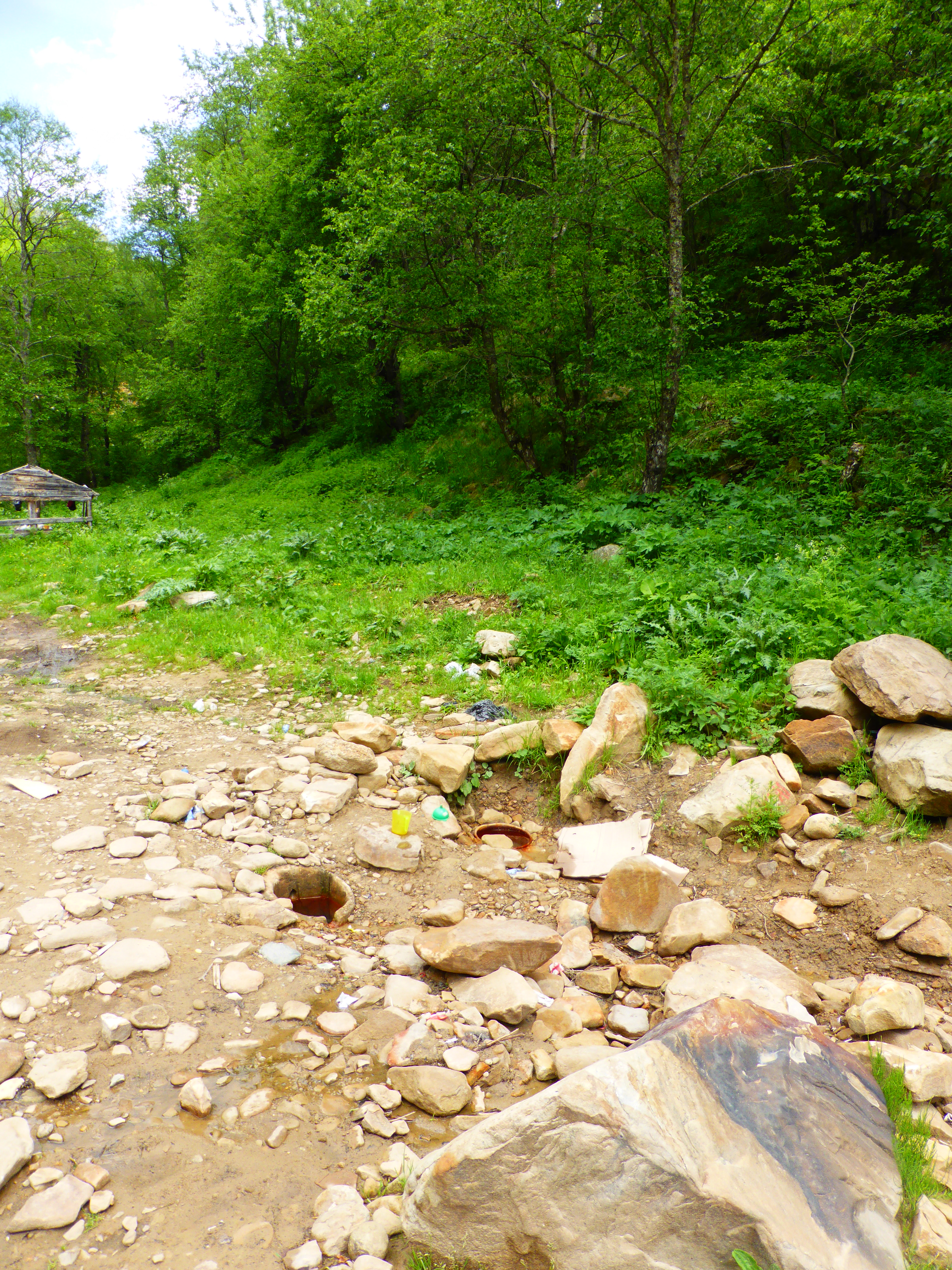
Индышский минеральный источник
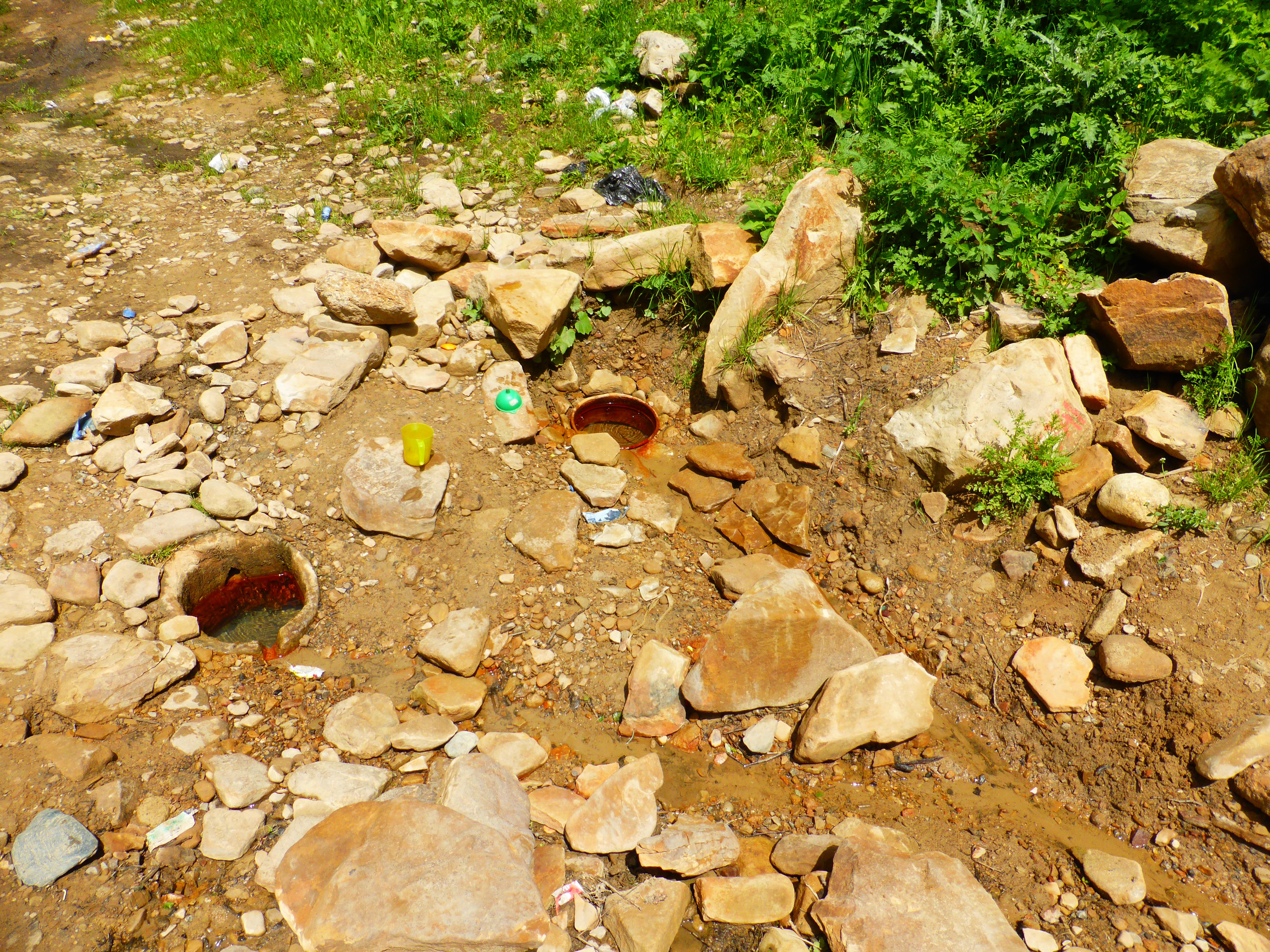
Индышский минеральный источник

## Комментарии
1. ↑  Вероятно, Анатолий Дмитриевич Кондратьев.
2. ↑  Ислам Крымшамхалов.
3. ↑  Революционер, деятель РСДРП (б) / РКП (б) и активный участник установления советской власти на территории современной Адыгеи. Казнён белогвардейцами в 1918 году. Его имя носит Шовгеновский район Республики Адыгея.